# 大橋勲
大橋 勲（おおはし いさお、1941年3月25日 - ）は、高知県高知市出身（兵庫県生まれ）の元プロ野球選手（捕手）。

## 来歴・人物
幼少の頃に出生地の兵庫から、一家と共に高知へ移り、父・隆は高知で不動産業を成功させた。大橋は何不自由ない裕福な家庭で育ち、プロ入り後は帰郷すると、玄関に家政婦が3人も三つ指をついて出迎えてくれるという噂があった。土佐中から内部進学した土佐高では2年次の1957年に秋季四国大会県予選で決勝に進むが、高知商の山崎武昭・森光正吉の継投に抑えられて惜敗。この頃は遊撃手としてプロスカウトの目にとまる逸材であったが、当時の高知商は俊足揃いであったため、この足を封じるために肩の良い大橋が捕手に転向したというエピソードがある。3年次の1958年も夏の甲子園県予選で決勝に進出するが、またもや高知商の森光に完投勝利を許し、甲子園出場はならなかった。
土佐高の看板選手として、卒業時には阪急と近鉄から誘いがあったが、父の勧めで1959年に慶應義塾大学へ進学。東京六大学野球リーグでは2年次の1960年から正捕手として打線の中心となり、同年秋季リーグの早慶六連戦で全試合マスクを被った。4年次の1962年秋季リーグで同期のエース藤悟郎や2年生の渡辺泰輔らとバッテリーを組み優勝。当時の東京六大学には大橋の他に明大の辻佳紀、立大の岡本凱孝、早大の鈴木悳夫、法大の広瀬幸司と捕手の逸材が揃っており、その対決は神宮を沸かせた。リーグ通算79試合に出場し、263打数73安打、2本塁打、50打点、打率.278、ベストナイン2回を記録。他の大学同期に榎本博明外野手（サッポロビール）がいた。
大学卒業にあたって、巨人・阪神・中日・大洋・東映の5球団による争奪戦となり、父が近鉄の別当薫監督のファンであったことから、近鉄との対戦があるパ・リーグのチームには入団させない旨の声明文を出し、まずは東映が脱落。阪神は青田昇ヘッドコーチが大橋について肥満気味で動作が緩慢であると藤本定義監督に進言したこともあり、撤退。巨人・中日・大洋の中で大橋は巨人入りを希望していたが、巨人では森昌彦が次々入団する有望新人捕手をはねのけて正捕手を守っていた。対して、1961年に正捕手の吉沢岳男を近鉄に放出し、1962年は江藤愼一を外野から回してしのいでいた中日であれば、大橋自身もレギュラーを獲得できる自信があった。一方で、契約金は巨人・大洋・中日の順で、最も出場できるチャンスがある中日が一番低かった。この状況の中で、結局は1963年に読売ジャイアンツへ入団。
プロ入り当初は大型捕手として注目を集め、森と正捕手の座を争う。春の宮崎キャンプでは首脳陣も大橋と森との競争を煽ったが、森の壁は破れず控え捕手に甘んじた。
1967年は開幕から安易に盗塁を許し弱肩を露呈した森の代役でマスクを被る。広島の古葉竹識や中日の高木守道・中利夫といったセ・リーグの俊足選手の盗塁を次々と阻止する一方、打撃も好調で打率も一時は3割を超えるが、大洋戦で伊藤勲から右肩にファウルチップの直撃を受けて、1ヶ月も戦線離脱を余儀なくされる間に森に正捕手の座を奪い返された。さらに、リーグ優勝後に大井競馬場にいたことを川上哲治監督に咎められ、5万円の罰金と1週間の謹慎処分を課せられた。大橋がシーズン中に競馬場に行って譴責を受けたことに関して、もとより競馬場に行った理由が「競馬場の関係者にサイン色紙を渡してくれ」と森から依頼を受けたためであった。しかも、川上から連絡があったのは、競馬場から帰宅した直後で、当時大橋の行動を追いかけているマスコミは皆無であったことから、森が川上にリークした可能性が高かった。大橋は森について「私は何一つ教えてもらえなかった。あらゆる手段を使ってライバルを蹴落とそうとしていた」と語っている。
結局、阪急との日本シリーズでも起用されることはなかった。
1968年には2番手捕手として槌田誠が起用されるようになって、大橋の出場機会が大幅に減少し、同年オフに桑田武との交換トレードで大洋ホエールズに放出された。
大洋では1970年には70試合に先発出場するが、伊藤勲からレギュラーを奪取するまでには至らなかった。精神的に弱いところがあった平松政次をリードしてエースにのし上げ、同年6月9日のヤクルト戦（川崎）では鬼頭洋とバッテリーを組んでノーヒットノーランを達成している。
1972年引退。
引退後は1976年から渋谷区神南でコーヒー店「B&B」を経営し、同年7月には別当薫団長の下、山田潔と共に「日本プロ野球コーチ団」団員として、初めて中国で野球指導を行う。
1979年7月には山田を団長として再び訪中し、大友工・二宮忠士と共に2度目の野球指導を行った。
後に故郷・四国へ帰り、1989年から2009年までホテルサンルート松山の代表取締役を務めた。

## 詳細情報

### 年度別打撃成績
| 年 度      | 球 団      | 試 合 | 打 席 | 打 数 | 得 点 | 安 打 | 二 塁 打 | 三 塁 打 | 本 塁 打 | 塁 打 | 打 点 | 盗 塁 | 盗 塁 死 | 犠 打 | 犠 飛 | 四 球 | 敬 遠 | 死 球 | 三 振 | 併 殺 打 | 打 率 | 出 塁 率 | 長 打 率 | O P S |
| ---------- | ---------- | ----- | ----- | ----- | ----- | ----- | -------- | -------- | -------- | ----- | ----- | ----- | -------- | ----- | ----- | ----- | ----- | ----- | ----- | -------- | ----- | -------- | -------- | ----- |
| 1963       | 巨人       | 18    | 20    | 19    | 0     | 1     | 0        | 0        | 0        | 1     | 0     | 0     | 0        | 1     | 0     | 0     | 0     | 0     | 4     | 1        | .053  | .053     | .053     | .105  |
| 1964       | 巨人       | 30    | 40    | 38    | 2     | 7     | 3        | 0        | 0        | 10    | 5     | 0     | 0        | 0     | 0     | 2     | 0     | 0     | 9     | 1        | .184  | .225     | .263     | .488  |
| 1965       | 巨人       | 30    | 31    | 29    | 1     | 5     | 1        | 0        | 0        | 6     | 1     | 0     | 0        | 1     | 0     | 1     | 0     | 0     | 3     | 0        | .172  | .200     | .207     | .407  |
| 1966       | 巨人       | 42    | 62    | 60    | 1     | 16    | 2        | 0        | 0        | 18    | 5     | 0     | 1        | 0     | 0     | 1     | 0     | 1     | 11    | 3        | .267  | .290     | .300     | .590  |
| 1967       | 巨人       | 60    | 128   | 117   | 5     | 32    | 6        | 0        | 1        | 41    | 11    | 0     | 0        | 3     | 1     | 6     | 1     | 1     | 11    | 8        | .274  | .315     | .350     | .665  |
| 1968       | 巨人       | 19    | 20    | 18    | 0     | 2     | 0        | 0        | 0        | 2     | 2     | 0     | 0        | 0     | 1     | 1     | 0     | 0     | 5     | 0        | .111  | .158     | .111     | .269  |
| 1969       | 大洋       | 44    | 85    | 77    | 5     | 17    | 1        | 0        | 2        | 24    | 12    | 0     | 0        | 1     | 0     | 7     | 0     | 0     | 14    | 3        | .221  | .286     | .312     | .597  |
| 1970       | 大洋       | 93    | 262   | 244   | 21    | 52    | 9        | 0        | 3        | 70    | 21    | 0     | 0        | 6     | 0     | 11    | 0     | 1     | 42    | 4        | .213  | .250     | .287     | .537  |
| 1971       | 大洋       | 66    | 149   | 142   | 1     | 24    | 4        | 0        | 0        | 28    | 9     | 0     | 0        | 2     | 0     | 5     | 0     | 0     | 15    | 7        | .169  | .197     | .197     | .394  |
| 1972       | 大洋       | 39    | 78    | 72    | 5     | 12    | 1        | 0        | 2        | 19    | 8     | 0     | 0        | 1     | 0     | 5     | 0     | 0     | 8     | 1        | .167  | .221     | .264     | .485  |
| 通算：10年 | 通算：10年 | 441   | 875   | 816   | 41    | 168   | 27       | 0        | 8        | 219   | 74    | 0     | 1        | 15    | 2     | 39    | 1     | 3     | 122   | 28       | .206  | .245     | .268     | .513  |

### 背番号
- 7 （1963年 - 1968年）
- 8 （1969年 - 1971年）
- 20 （1972年）

### 登録名
- 大橋 勲 （おおはし いさお、1963年 - 1964年、1966年 - 1972年）
- 大橋 敬造 （おおはし けいぞう、1965年）